# محمدباقر بهاری

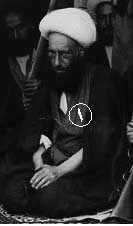
حاج شیخ محمد باقر بهاری (ره)

حاج شیخ محمّد باقر بهاری همدانی (زاده:۱۲۷۵ یا ۱۲۷۷ هجری قمری بهار -درگذشت:۱۳۳۳ قمری همدان) فقیه و فعال سیاسی مشروطه خواه بود.

## تحصیل
فراگیری علوم دینی را در شهر خود بهار آغاز کرد و در همدان و بروجرد پی گرفت و سپس راهی نجف شد.
برخی استادان وی عبارت بوند از میرزا محمدحسن شیرازی. شیخ محمدحسین کاظمی، ملامحمد شربیانی، ملامحمد ایروانی، حاج میرزا حسین خلیلی، شیخ حسین مامکانی، شیخ محمد طه نجف، میرزا حبیب الله رشتی و نیز آخوند ملامحمد کاظم خراسانی و شیخ لطف الله مازندرانی.

## فعالیت سیاسی
شیخ محمد باقر بهاری پس از سالها تحصیل و تدریس در نجف به درخواست مردم همدان به این شهر بازگشت و به امور دینی و قضاوت پرداخت. سختگیری او در اجرای حدود و احکام شرع در همدان زبانزد است. در دوران مشروطه در رأس روحانیون مشروطه خواه همدان بود و به ریاست انجمن ولایتی همدان انتخاب شد. 
در دوازدهم شهریور ۱۲۸۹ خورشیدی مجلس شورای ملی (دوره دوم) او را به جای حاج میرزا سید علی حائری به عنوان یکی از پنج تن از علمای طراز اولی برگزید که در چارچوب اصل دوم متمم قانون اساسی برای تطبیق مصوبات مجلس با احکام شرع به عضویت مجلس در می آمدند. او با قرعه کشی و از میان پانزده نفری انتخاب شد که آخوند خراسانی مرجع بزرگ وقت پیشتر به مجلس پیشنهاد داده بود. اما شیخ محمدباقر بهاری نمایندگی را نپذیرفت و یک هفته بعد تلگرام استعفا به مجلس فرستاد. همان روز حاج نورالله ثقة الاسلام به جای او انتخاب شد.
چند ماه بعد که هیأت اتحادیه را حدود هفتاد تن از علما تأسیس کردند، شیخ محمدباقر بهاری به ریاست آن هیئت برگزیده شد و ظاهراً ریاست انجمن ولایتی را به امام جمعه همدان واگذاشت. پس از آنکه سالار الدوله برادر محمدعلی شاه غرب ایران را تصرف کرد، شیخ محمدباقر بهاری ابتدا از او اطاعت کرد اما سپس به مخالفت با او برخاست. مخالفت او با سالار الدوله به حدی رسید که نفرات سالار الدوله از  تپه مصلای همدان قصدِ به توپ بستن خانه شیخ محمدباقر در کوچه ذوالریاستین را داشتند که اهالی شهر مانع می شوند. چند بار نیز عوامل محمّد علی شاه سعی در ترور او داشتند که ناکام ماندند. 
شیخ محمدباقر بهاری نامزد انتخابات دور سوم مجلس شد اما رای نیاورد. دفاع وی از اجرای حدود و سخت گیری او احتمالاً سبب کاهش مقبولیتش شد. وی نامه‌های فراوانی نیز به سران و مقامات درباره امر بمعروف و نهی از منکر ارسال کرد.

## تالیفات
تألیفات وی را تا ۶۰ عنوان شمرده‌اند که برخی عبارت اند از:
۱. النور فی الامام المستور، دربارة حجت بن حسن و فلسفة غیبت او.
۲. العلایم لاهتداء الهوائم، دربارة نشانه‌های ظهور حجت بن حسن.
۳. تسدید المکارم و تفضیح الظالم، نگارش یافته در ۱۳۰۵ هـ. ق.
۴. ترجمة «مکارم الاخلاق» شیخ ابونصر فضل الله طبرسی:
۵. الوجیزه
۶. بسط نور: ترجمة کتاب النور فی الامام المستور.
۷. حاشیه‌ای بر «البهجة المرضیّه» جلال الدین عبدارحمن سیوطی (متوفا: ۸۴۶ هـ. ق) این حاشیه ناتمام مانده‌است.
۸. شرح «قطر النّدی» تألیف ابن محمّد عبدالله جمال الدین ابن هشام انصاری (متوفا: ۷۱۶ هـ. ق) این شرح نیز ناتمام است.
۹. الدرّة الغرویّه و التحفة الحسینیه: دربارة حضرت سید الشهداء ـ علیه السلام ـ از بدو خلقت تا سکون در جنّت.
۱۰. مستدرک الدرّة.
۱۱. بدر الامه فی جغرلایه.
۱۲. روح الجوامع: دربارة علم رجال.
۱۳. ایضاح الخطاء فی الردع عن الاستبداد: در بیان و تقبیح رژیم استبدادی است. این کتاب به زبان فارسی است و مؤلف در این کتاب کوشیده‌است بین مشروطه و مشروعه پیوند برقرار کند.
۱۴. آیه کن فیکون: در شرح آیة ۸۲ سوره یس.
۱۵. الطلع النضید فی الرد علی من منع لعن یزید: در ردّ عقاید ابن حجر عسقلانی نوشته شد و در سال ۱۳۱۶ در تهران به چاپ رسید.
۱۶. مطلع الشمس فی فضل حمزة و جعفر ذی الجناحین.
۱۷. اُبهی الدرر: در «تکملة عقد الدرر فی اخبار الامام المنتظر» تألیف ابوبدر یوسف بن یحیی السّامی.
۱۸. البیان فی حقیقة الایمان.
۱۹. سلاح الحازم لدفع الظالم.
۲۰. دعوت الحسینیه الی المواهب السنیة. در استحباب گریه برای سید الشهدا از دیدگاه اهل سنت و شرع مقدس اسلام.
۲۱. اعلان دعوة: تکملة کتاب موسوم به «دعوت الحسینیه».
۲۲. نثار اللباب فی تقبیل التراب.
۲۳. تنزیه المشاهد عن دخول الآباعد.
۲۴. حاشیه‌ای ناتمام بر کتاب «قوانین الاصول» میرزای قمی
۲۵. الفواید الاصولیه: این کتاب نیز ناتمام مانده‌است.
۲۶. حاشیه‌ای بر«حکمت العین» ابوالحسن علی بن عمر دبیران کاتبی قزوینی
۲۷. حاشیه‌ای بر «الرضاعیّه» شیخ انصاری
۲۸. حاشیه‌ای بر «الملل و النحل» شهرستانی
۲۹. التّنبیه علی ما فعل بالکتب من التحریف.
۳۰. حاشیه‌ای بر «مکاسب شیخ انصاری» در علم فقه.
۳۱. رسالة الصحیح و الاعم: در علم اصول.
۳۲. کتاب الصوم.
۳۳. الحاشیه علی الرسایل.
۳۴. شرح آیات فی جواب النصرانی.
۳۵. الجمع بین الفاطمتین.
۳۶. رسالة تزویج الصغیرة فی المدّة القلیلة.
۳۷. رسالة المولود من الزنا.
۳۸. دین المقتول.
۳۹. حاشیه‌ای بر «منبع الحیاة» سید محمّد جزایری.
۴۰. حاشیه‌ای بر حیاة الارواح فی اصول الدین الاسترآبادی.
۴۱. رساله‌ای در جواب «الطعن علی الشیعه فی الرّد علی الصحابه».
۴۲. رساله‌ای در عدالت.
۴۳. التحصیل فی معنی التفضیل و رد ما ذکره فی الفضل بین الخلفا.
۴۴. شرح علائم ظهور.
۴۵. وفات النبی ـ صلی الله علیه و آله ـ.
۴۶. رساله‌ای به زبان فارسی در زمینة محال بودن تعیین وقت برای ظهور حجت بن حسن.
۴۷. دعوة الرشاد فی مدرک افعال العباد.
۴۸. ایضاح المرام فی امر الامام.
۴۹. رساله‌ای در تکلیف کفّار بر فروع.
۵۰. رسالة جابلقا و جابلسا.
۵۱. اثبات مذاهب الاسلام.
۵۲. اصول دین: به زبان فارسی.
۵۳. رساله‌ای در اثبات عصمت ائمه و ردّ منکرین آن.
۵۴. التقیّه.
۵۵. فضل عمار.
۵۶. رساله‌ای دربارة عثمان بن عیسی: در علم رجال.
۵۷. بعث الاموات قبل الظهور الحجّة.
۵۸. القضا و الشهادات من فقه الباقر. این کتاب در رمضان ۱۴۰۲ هـ. ق در قم به چاپ رسیده‌است.
۵۹. سفینة الجواهر من فقه الباقر، این کتاب مشتمل است بر مباحث صلاة و نماز مسافر که به همت پسرش، شیخ محمّد حسین (۱۳۲۵ ـ ۱۴۱۱ هـ. ق) همراه با مقدمه‌ای در شرح حال وی، در سال ۱۳۹۳ هـ. ق، در قم به چاپ رسیده‌است.
۶۰. افعال الصلاة.
۶۱. صلاة المسافر.
۶۲. المشکوة فی احکام الخلل الواقع فی الصلاة.
۶۳. المخددة.
۶۴. رسالة فی العقد للمحرمیّة.
۶۵. معراج.

## مرگ
وی در سال ۱۳۳۳ هجری قمری (۱۲۹۴ خورشیدی) درگذشت و در جوار امام زاده عبدالله در همدان، در مقبره‌ای که به قبر آخوند معروف است (ساختمان زینبیة کنونی) به خاک سپرده شد.